# Reinhard Dampmann
Reinhard Dampmann (* 19. April 1937 in Hamburg) ist ein ehemaliger deutscher Boxer.

## Leben
Dampmann war als Amateurboxer Mitglied des Hamburger Vereins BC Harburg und machte sich als schlaggewaltiger Kämpfer einen Namen. Seinen ersten Auftritt als Berufsboxer beendete er mit einem Punktsieg, den er Anfang Oktober 1962 auf einem Kampfabend in der Hamburger Ernst-Merck-Halle erreichte. Die erste Niederlage ereilte den Rechtsausleger im April 1964 im Duell mit dem Luxemburger Ray Philippe.
Im Januar 1967 forderte Dampmann den deutschen Meister im Mittelgewicht, Jupp Elze, heraus. Das Duell wurde vor 1200 Zuschauern in der Friedrich-Ebert-Halle in Hamburg-Harburg ausgetragen und war bereits nach 38 Sekunden beendet. Nach einer Rechts-Links-Kombination Elzes war Dampmann schwer angeschlagen, ging nach einer weiteren Rechten des Kölners zu Boden und wurde ausgezählt. Noch im selben Jahr kam Dampmann zu einem weiteren Titelkampf, diesmal im Superweltergewicht. In der Kieler Ostseehalle bezwang er vor 3000 Zuschauern Titelverteidiger Werner Mundt. Dampmann brachte in der siebten Runde einen linken Haken an, der Mundt auf die Bretter schickte und kampfunfähig machte.
Der Hamburger musste seinen deutschen Meistertitel nach einer Niederlage gegen Gerhard Piaskowy (K.o. in der elften Runde) im Februar 1968 wieder abgeben. Veranstaltet wurde der Kampf in der Deutschlandhalle zu West-Berlin. Ein Jahr später gab es den Rückkampf zwischen Dampmann und Piaskowy, ausgetragen diesmal in Hamburg. Dampmann verlor abermals vorzeitig, zum Zeitpunkt des Abbruchs lag er wie im ersten Duell nach Punkten in Führung. Mit drei Siegen und einem Unentschieden in den folgenden Kämpfen empfahl sich Dampmann für eine weitere Gelegenheit auf eine deutsche Meisterschaft. Ende Oktober 1970 trat er in Kiel gegen Hans-Dieter Schwartz an, es ging um den Mittelgewichtstitel. Der zum Boxstall von Theo Wittenbrink gehörende Dampmann verlor den Kampf in der zwölften Runde. „Fleiß, Zähigkeit, Härte, Kondition und guter Wille waren gegen den Deutschen Meister im Mittelgewicht nicht genug, um ihn vom Thron zu stoßen“, bewertete das Hamburger Abendblatt Dampmanns Leistung gegen Schwartz. In der sechsten Runde hatte Dampmann seinen Gegner an den Rand einer Niederlage gebracht, Schwartz überstand jedoch diese für ihn heikle Lage. Anschließend bestritt Dampmann fast fünf Jahre lang keinen Kampf mehr, im Dezember 1975 kam er mit einem Sieg zurück, im Anschluss an eine Niederlage gegen den jungen Frank Wissenbach im April 1976 zog sich der Hamburger endgültig aus dem Berufsboxen zurück.